# Ano preternaturale
L'ano preternaturale o ano artificiale, viene creato chirurgicamente, utilizzando la parte terminale del colon o dell'ileo, per sostituire la funzione dell'ano, nel caso l'intestino o l'ano non funzioni più.

## Struttura
Una volta confezionata la stomia (colostomia o ileostomia a seconda che venga operata sul colon o sull'ileo), posta per praticità all'altezza dell'addome, si applicano dei sacchetti di contenimento del materiale fecale che sono dotati di un meccanismo di adesione alla parete addominale.
Il meccanismo di adesione si attacca alla pelle e permette il fissaggio di un sacchetto di raccolta del materiale della stomia. Per evitare ulcerazioni della cute è importante che l'apertura da cui fuoriesce l'intestino sia appena sufficiente per circondare la stomia, in modo da esporre il segmento intestinale ma non la cute circostante.

## Indicazioni
- Metastasi in anziani per cancro al colon